# Истророманский язык
Истророма́нский язы́к (истриотский) — язык итало-романской подгруппы романской группы индоевропейской семьи языков.

## Распространение
Истророманский — вымирающий язык. В середине XX века называлось шесть населённых пунктов западной части полуострова Истрия в Хорватии, где проживают носители языка. В настоящее время достоверно можно говорить лишь о двух городах — Ровине и Водняне.
Названия истророманский и истриотский введены лингвистами, сами носители называют свой язык по-разному, в зависимости от города; так, самоназвание языка в Водняне — бумбаро (bumbaro), в Ровине — ровинезе (rovignese).
Точное число говорящих на истророманском в настоящее время неизвестно, ориентировочная оценка — 1000 человек.
Истророманский язык подразделяется на два говора — ровинский и диньянский, названных по итальянским названиям городов Ровиня (итал. Rovigno) и Водняна (итал. Dignano). Существовавшие в прошлом говоры Пулы, Пирана, Фажаны и др. вымерли.
Истророманский не следует путать с другим вымирающим языком полуострова Истрия — истрорумынским, принадлежащим к балкано-романской подгруппе романских языков. Носители этих двух языков никогда не находились в прямом контакте.
Существуют различные точки зрения на статус истророманского языка. Некоторые исследователи считают его североитальянским диалектом, близким к венецианскому, другие настаивают на том, что он — отдельный язык.

## История
Истророманский язык существовал в Истрии с древних времён и представляет собой результат развития истрийской латыни, испытавшей сильное воздействие венецианского диалекта. Максимальный ареал распространения языка охватывал большинство городов западного побережья полуострова от Пирана до Пулы.
Большой удар по языку нанесло массовое переселение итальянского населения из Истрии в Италию после Второй мировой войны. В Италии носители истророманского языка быстро его теряли, переходя на итальянский.

## Письменность
Письменные источники на истророманском языке немногочисленны — самый старый датируется 1835 г. Как и в других романских языках, используется латинский алфавит с диакритическими знаками.
Фольклор на истророманском языке существует, его записи публикуются с конца XIX века.